# Minuartia saxifraga
Minuartia saxifraga är en nejlikväxtart. Minuartia saxifraga ingår i släktet nörlar, och familjen nejlikväxter.

## Underarter
Arten delas in i följande underarter:
- M. s. saxifraga
- M. s. tmolea